# Seljačko-demokratska koalicija
Seljačko-demokratska koalicija naziv je za koaliciju Hrvatske seljačke stranke i Samostalne demokratske stranke (SDS), koja je okupljala ponajviše Srbe prečane. Koalicija je postojala od 1927. do 1941. godine. Usprkos početnim znatnim razlikama u političkim koncepcijama dvojice vođa, to je postala trajna programska koalicija, koju su ravnopravno vodili dvojica predsjednika stranaka. Zajednički su nastupali u parlamentu i u pregovorima s drugim strankama. 

## Povijest

### Stvaranje SD koalicije
Nakon parlamentarnih izbora 11. rujna 1927. Stjepan Radić je inicirao stvaranje širokog bloka stranaka zasnovanog na obrani demokracije i ustavnosti. Taj Blok demokracije trebali su sačinjavati HSS, SDS, Demokratska stranka, Savez zemljoradnika i dio radikalskih disidenata. Blok je trebao predstavljati front protiv radikala s ciljem njihova rušenja s vlasti. S idejom o »zbližavanju demokracije« izašao je i Svetozar Pribićević, napuštajući dotadašnju politiku izolirane oporbe kojom se distancirao i od vladajućih i od oporbenih stranaka. U sklopu akcije stvaranja Bloka demokracije došlo je 4. listopada 1927. do izravnog susreta, do tada ljutih protivnika, Stjepana Radića i Svetozara Pribićevića. 
Do stvaranja Bloka demokracije nije došlo zbog unutarnjih nesuglasica u Demokratskoj stranci o kojoj je najviše ovisio uspjeh te akcije. Nakon neuspjeha u formiranju bloka HSS i SDS su nastavili razgovore, rezultat kojih je bilo stvaranje Seljačko-demokratske koalicije (SDK) 11. studenoga 1927. Po dogovoru, HSS i SDS u sklopu SDK zajednički djeluju u skupštini i izvan nje. Obje stranke su se obvezale da odvojeno neće sklapati nikakve posebne sporazume s drugim strankama, te da jedna bez druge neće ući ni u kakvu vladu. SDK može ući u vladu kao cjelina, ali samo u takvu koja bi osiguravala promjenu dotadašnjeg političkog sustava u smjeru demokracije, parlamentarizma i ravnopravnosti.

### Različiti uzroci stvaranja
Stvaranje SDK bilo je veliko iznenađenje za tadašnju jugoslavensku političku javnost jer se radilo o povezivanju stranaka i vođa s potpuno oprečnim stajalištima. Stjepan Radić, zastupnik poštovanja nacionalnih individualnosti i nositelj koncepcije federalizma, koji će omogućiti ostvarenje hrvatskog nacionalnog programa, udružio se s najodlučnijim i najupornijim ideologom jugoslavenskog unitarizma i centralističkog uređenja države. Međutim, povezivao ih je otpor prema vladajućem radikalskom režimu koji je, ugrožavanjem temeljnih načela demokracije i parlamentarizma, onemogućavao ostvarenje njihovih političkih programa. 
Velikosrpski hegemonizam, koji je onemogućavao bilo kakav oblik ravnopravnosti i samostalnosti Hrvatske u jugoslavenskoj državi, te ugrožavao hrvatsku nacionalnu individualnost, a koji je Pribićeviću pomogao da stvori centralistički uređenu državu, sada je, po Pribićeviću, ugrožavao opstanak same te države. Isto tako, Pribićević je spoznao da njegova dotadašnja politika suradnje s radikalima nije dovela do stvaranja jedinstvene jugoslavenske nacije, već je ojačala i učvrstila velikosrpsku prevlast. Na povezivanje s Radićem Pribićevića je poticala i činjenica da je vlada u Beogradu ugrožavala politički i gospodarski prečanske krajeve u cjelini, dakle, uz Hrvate i Srbe u Hrvatskoj, čiji je on zapravo bio predstavnik. Takva politika koja je ostvarivala interese samo jednog dijela države, tj. Srbije, bila je Pribićeviću, kao uvjerenom Jugoslavenu, neprihvatljiva.

### Ciljevi koalicije
Prioritet politike SDK bilo je uvođenje demokratskog sustava, reforma uprave i državne administracije te čišćenje državnog aparata od korumpiranih i strančarskih elemenata. Prednost je, dakle, dana demokratskim i etičkim načelima pred državnopravnim. Na taj su način krupne ideološke razlike između HSS-a i SDS-a oko kojih su vođene dugogodišnje međusobne bespoštedne borbe vješto zaobiđene i prešućene. Zapravo, jer je Radić 1925. priznao tadašnje državnopravno stanje za koje se zalagao Pribićević, makar i samo taktički s ciljem da ga kasnije promijeni, Pribićević je sebi mogao priuštiti savez s čovjekom oprečnih stajališta, kao što je to učinio 1918. s Pašićem koji je isto imao Pribićeviću oprečna stajališta. Radić je, pak, savezom s Pribićevićem otklanjao sa sebe biljeg separatizma i antidržavnosti. Osim toga, i on je imao iskustvo suradnje s Pašićem kao pobornikom suprotnih političkih koncepcija, pa ovaj novi korak i nije trebao biti preveliko iznenađenje. Radić je pokazivao spremnost za sporazum sa SDS-om nekoliko mjeseci ranije, te je uskoro dogovorena koalicija dviju stranaka u skupštini Primorsko-krajiške oblasti.

### Reakcije na koaliciju
Stvaranje SDK nije bilo dočekano s odobravanjem od strane drugih stranaka. Predosjećajući moguće povezivanje HSS-a i SDS-a, HFSS je, želeći to spriječiti, preko svojih novina nudio suradnju SDS-u. Ne očekujući stvarno sklapanje dogovora sa SDS-om, federalisti su željeli odvratiti Pribićevića od sporazumijevanja s Radićem i obratno. Povezivanje HSS-a i SDS-a nije im odgovaralo jer su na taj način gubili inicijativu za stvaranje prečanskog fronta. Isto tako, suradnja s Pribićevićem jačala je Radića, te od HSS-a i SDS-a stvarala političku snagu pored koje druge stranke u Hrvatskoj nemaju nikakve šanse. Nakon stvaranja SDK, federalisti napadaju Radića zbog nedosljednosti jer se udružio s donedavno svojim najvećim protivnikom. S druge strane, iako je načelno mogao podržati borbu SDK protiv srbijanske hegemonije, HFSS je smatrao da SDK nema konkretan politički program kojim bi ostvario svoj cilj. Taj bi se program trebao temeljiti, naravno, na federalističkim načelima.
Negativan stav prema SDK zauzeo je i HFSS-ov politički partner HSP. Za prečanski front koji stvaraju Radić i Pribićević preko SDK Ante Pavelić je rekao da je »običan švindl (prijevara)« kao i Narodno vijeće 1918., te bi umjesto njega trebao postojati hrvatski front. Stanje u državi SHS ne može se popraviti »ljupkim riječima« (aluzija na Radićevu politiku sporazuma).
Hrvatska pučka stranka ocijenila je SDK kao »konkubinat ili priležništvo«. Radićev položaj u SDK ocijenjen je kao nepovoljan u odnosu na Pribićevića (»zloduh za hrvatski narod i njegove interese«). Kako su u SDK obje stranke bile ravnopravne, a SDS je u Skupštini imao tri puta manje zastupnika od HSS-a, pučkaši su se rugali Radiću da je Pribićević »bolja polovica« jer da »njegov jedan poslanik vrijedi za 3 radićevca, a prema tome on sam vrijedi za 3 Radića«.
Beogradska vlada, uz pomoć dvora, pokušavala je razbiti SDK, pozivajući Radića da HSS uđe u vladu bez SDS-a. Međutim, Radić je te ponude kategorički odbijao, prijeteći da će, ako režim i dalje bude pokušavao razbiti SDK, HSS i SDS »za čas stvoriti jednu stranku, jer smo mi u stvari jedna stranka«. Radikali su, kao protutežu SDK, pokrenuli osnivanje Hrvatske narodne stranke, čiju bi jezgru činili hrvatski industrijalci, trgovci i novčari te nekoliko disidenata HSS-a. Tu akciju onemogućio je Ante Trumbić s kojim su hrvatski gospodarstvenici oko Vladimira Arka bili povezani. Trumbić je shvatio da je ta akcija usmjerena protiv njegova konkurenta Radića, ali nije želio omogućiti režimu u Beogradu da ga uništi jer njegov HFSS ne bi od toga imao nikakve koristi. Ni drugi pokušaji razbijanja SDK nisu dali rezultate.

### Političko djelovanje
Zastupnici SDK osobito su žestoko istupali u parlamentarnoj diskusiji prilikom donošenja državnog proračuna za 1927., ukazujući na goleme nesrazmjere u plaćenim porezima i ulaganjima između Srbije i »prečanskih« krajeva. Slovenija, Hrvatska i Vojvodina plaćale su znatno više poreze, a državna ulaganja bila su znatno manja. Državna administracija, u kojoj 90 posto položaja u nadleštvima čine srbijanci, vukla je brojne druge poteze uperene protiv interesa »prečanskih« krajeva; predlagano je npr. ukidanje fakulteta u Zagrebu. Ukazuju i na brojne slučajeve korupcije, afere, ustupke stranom kapitalu. Ukazuju na bijedu puka, u Hercegovini vlada glad.
Tijekom krize vlade u veljači 1928. kralj Aleksandar je povjerio Radiću mandat za formiranje koncentracijske vlade. Radić nije uspio formirati vladu zbog opstrukcije radikala. Zapravo, kralj je i računao na Radićev neuspjeh, želeći stalnim krizama vlade kompromitirati parlamentarizam. Nakon toga, Radić je predložio kralju da vladu formira osoba izvan parlamenta, pa makar to bio i jedan general. Radić je vjerovao da bi se na taj način onemogućio utjecaj srbijanskih stranaka na državnu administraciju, odnosno depolitizirao državni aparat koji se nalazio u njihovim rukama. Radićev prijedlog je izazvao negodovanje ostalih stranaka. Zastupnik HSP-a, odnosno Hrvatskog bloka, u Skupštini Ante Pavelić ocijenio je Radićev prijedlog o generalskoj vladi kao »sramotu za hrvatski narod«, ali da je pored ovakve uprave »bolje i da vrag dođe nego da je ovo«. Radikali i demokrati ocijenili su zahtjev SDK za generalskom vladom kao »atak na parlamentarizam«, te da žele izvanparlamentarnim putem doći na vlast. Takvom ocjenom željeli su sebe predstaviti kao branitelje načela parlamentarizma od SDK, koji se dotada zalagao za očuvanje tih načela. Ovakav razvoj događaja odgovarao je upravo onim snagama koje su se zalagale za diktaturu. Kriza vlade okončana je potkraj veljače 1928. obnovom vlade Velje Vukićevića, u kojoj su pored radikala sudjelovali demokrati oko Vojislava Marinkovića, SLS i JMO.

### Sukob s radikalima
SDK je djelovala organizirajući javne skupove i oštro istupajući u Skupštini. Boreći se protiv velikosrpskog hegemonizma, SDK je zahtijevala ravnopravnost i jednakost svih dijelova države u zakonodavnom i financijskom smislu, poštovanje ustava i osnovnih demokratskih načela. HSS se nakon povratka u oporbu vratio na koncepciju složene države, ali je pri sklapanju saveza sa SDS-om to pitanje zaobiđeno, te u prvim mjesecima postojanja SDK vodi političku borbu pozivajući se na ustav. Međutim, postajući sve svjesniji biti srbijanske politike, sredinom veljače 1928. Pribićević govori o povećanju teritorija oblasti s proširenom autonomijom, koja bi se mogla regulirati i revizijom ustava. Ovu Pribićevićevu ideju Radić je konkretizirao rekavši da Hrvatska, Slavonija i Dalmacija moraju biti jedna oblast, a cijela država imala bi tri do četiri oblasti. Tako je SDK ponovno postavila pitanje državnog uređenja. SDK oštro napada vladu, optužujući pojedine ministre, kako za nedemokratske metode, tako i za korupciju. Ponovno postavljanje pitanja o državnom uređenju i napadi SDK na vladu pojačavali su opću političku napetost u zemlji.
Djelovanje SDK zaoštrilo je žestinu sukoba HSS i i SDS s vladajućom Radikalnom strankom. Režimsko glasilo Samouprava odgovara na napade: »Jednakopravnost prečanskih krajeva sa Srbijom su parole prikrivenih i podmuklih separatista«. Govori o »nazarenskoj strpljivosti srbijanskih političara« i prijeti da vođe prečana mog »dočekati sudbinu mačeta, koje je zaboravilo, da i strpljenju njegovoga gazde ima kraja«. Pribićević uzvraća: »Današnje srbijanske stranke uzele su svu vlast u svoje ruke i gnjave prečanske krajeve na bezdušan način. Otjerali su sve Hrvate u opoziciju, a od prečanskih ljudi uzimaju samo one koji im kuluče. Borba, koju smo poveli, samo je blijeda slika one, koju ćemo produžiti ako se ovaj režim nastavi«.
Jedan od značajnih rezultata stvaranja SDK bilo je i suzbijanje ostataka autonomaške (antihrvatske) politike u Dalmaciji. Velika skupština Koalicije održana je na Uskrs, 10. travnja 1928. u Splitu.

### Poslije atentata
20. lipnja 1928. dolazi do atentata u Narodnoj skupštini Kraljevine SHS, u kojem Puniša Račić ubija trojicu zastupnika HSS-a, među njima i Stjepana Radića. Ogorčeni Pribićević postaje još oštriji u svojim napadima, te otvoreno iznosi da su »Hrvati u zajedničku državu donijeli svoju historijsku državnost«, te konačno prihvaća ideju federativnog preuređenja države.
Narodna skupština u Beogradu sastala se 1. kolovoza 1928., ali poslanici SDK odbijaju sudjelovanje. Oni se istog dana sastaju u Zagrebu. Pribićević u svojem govoru kaže da srbijanski političari koriste Srbe izvan Srbije za svoje ciljeve, te da oni moraju biti solidarni s Hrvatima. Na tom zasjedanju prihvaćena je rezolucija, koju je potpisao i Radić u bolesničkoj postelji. Rezolucijom se traži »promjena sistema u državi« kako bi se ostvarila jednakost i ravnopravnost Hrvatske i svih prečanskih zemalja sa Srbijom. Osobito se ističe da se pojedine narodne individualnosti, prigodom stuapnja u novu državnu zajednicu sa Srbijom, nisu odrekle svojih povijesno-državnih, odnosno narodno-političkih individualiteta. U rezoluciji se ne precizira kako bi se konkretno ta promjena sustava provela. 
Proglašenjem Šestosiječanjske diktature 1929. Narodna skupština je raspuštena i rad stranaka zabranjen. Pribićević je u svibnju 1929. uhićen. Prvo je interniran u jedno selo podno Durmitora, 1931. protjeran. Umro je u emigraciji 1936. Na čelu stranke zamijenio ga je Srđan Budisavljević. HSS i SDS obnavljaju svoju djelatnost 1932. Početkom studenoga 1932. SDK objavljuje Zagrebačke punktacije, koje potpisuju i Ante Trumbić i Mile Budak. Maček u svojim memoarima kaže da se bojao da će se nakon odlaska Pribićevića, njenog osnivača i neprikosnovenog vođe, Srbi iz SDS vratiti na unitarističke pozicije koje je Pribićević zastupao do 1927., ali to se nije dogodilo. Ostali su vjerni saveznici sve do 1941.

### Ujedinjena opozicija
Djelovanje radikalnih nacionalnih i ekstremističkih pokreta je kulminiralo atentatom na kralja Aleksandra u Marseilleu 9. listopada 1934. u organizaciji ustaša (u suradnji s makedonskim VMRO). Nakon njegove pogibije, uspostavljen je poludiktatorski režim vlada Bogoljuba Jevtića i Milana Stojadinovića (1934. – 1939.), a Jugoslavija se sve više priklanjala fašističkim zemljama. Pregovori glede konkretnijeg rješenja hrvatskoga pitanja otpočeli su nakon atentata na kralja Aleksandra, ali je nepopustljiva politika prvaka srpske Radikalne stranke Milana Stojadinovića sprječavala svaki učinkovitiji pomak. 
U međuvremenu, na izborima za Narodnu skupštinu 1935. i 1938. Vladko Maček je na čelu liste svih oporbenih skupina pa i srbijanskih (Ujedinjena opozicija), ostvario plebiscitarnu potporu u hrvatskim krajevima. Iako je režimskoj listi, pomoću snažnih mjera političkog terora i izbornih prijevara, pripala većina glasova na izborima za Narodnu skupštinu Kraljevine Jugoslavije 1938., duboka politička kriza dovela je 5. veljače 1939. do pada vlade Milana Stojadinovića. 
Knez Pavle Karađorđević povjerio je sastav nove vlade dotadašnjem ministru Dragiši Cvetkoviću. U svom programskom govoru Cvetković izjavljuje kako vlada treba riješiti i hrvatsko pitanje; to je bilo prvi put da je režim uopće priznao postojanje hrvatskog pitanja. Pregovori Mačeka i Cvetkovića započeli su u travnju 1939. U pregovorima su sudjelovali i predstavnici Samostalne demokratske stranke. Predstavnici oporbenih srbijanskih stranaka s kojima je SDK bila zajednički nastupila na izborima 1935. i 1938., odbili su sudjelovati u pregovorima.

### Cvetković-Maček
Naziv Sporazum Cvetković-Maček u historiografiji se odnosi na sporazum kojeg su 26. kolovoza 1939. u Božjakovini sklopili predsjednik vlade Kraljevine Jugoslavije Dragiša Cvetković i predsjednik Seljačko-demokratske koalicije (ujedno i predsjednik Hrvatske seljačke stranke) Vladko Maček. Sporazum je doveo do formiranja koalicijske vlade u kojoj je Maček postao potpredsjednik, te do proglašenja Banovine Hrvatske.
Sporazumom je nastala Banovina Hrvatska, upravno-teritorijalna jedinica u sastavu Kraljevine Jugoslavije. Uglavnom je obuhvaćala područja s većinskim hrvatskim pučanstvom, činile su je dotadašnje banovine Savska i Primorska, te kotari Dubrovnik, Ilok, Šid, Brčko, Gradačac, Derventa, Travnik i Fojnica. Imala je široke samoupravne ovlasti, bliske statusu federalne jedinice. Za prvog bana imenovan je Ivan Šubašić. Pokušaj je rješavanja hrvatskog pitanja i stvaranja mogućnosti za opstanak jugoslavenske države.

### Drugi svjetski rat
Nakon vojnog puča 27. ožujka 1941., vlada generala Dušana Simovića nastojala je nagovoriti Vladka Mačeka da ponovo preuzme funkciju potpredsjednika vlade. U zamjenu, obećala je prenošenje žandarmerije na teritoriju Banovine u nadležnost bana, te još neke ustupke, poput uspostave Banovinskog suda za zaštitu Banovine, kojim je osigurana sudska autonomija za cijelu Banovinu. Ove su odluke objavljene u Narodnim novinama koje nose datume 7. i 8. travnja 1941., tj. nakon početka Travanjskog rata. Sam Simović, štoviše, odlučan je bio poći i dalje − dati Hrvatima potpunu autonomiju.
Ubrzo nakon uspostave NDH, totalitarni ustaški režim zabranjuje rad HSS-a, kao i svih drugih stranaka. Među dužnosnicima stranke (a i među običnim članstvom) dolazi do raskola na tri struje: tzv. "Sredinski dio" propovijeda nedjelovanje i čekanje, desno krilo aktivno surađuje s ustaškim režimom, a lijevo krilo sudjeluje u Narodnooslobodilačkom pokretu (NOP). 
Od 273 "prvaka stranke" (zastupnici, zamjenici zastupnika, kandidati i senatori) njih 159 (58%) pripada "sredinskom dijelu", 66 (24%) je na neki način surađivalo s vlastima NDH, a 48 (18%) s NOP-om. Iako je "sredinski dio" najbrojniji, oni zbog pasivnosti, neodlučnosti i kolebanja, a također i međusobne nesloge, postepeno gube svaki značaj. S vremenom, a osobito tijekom 1943. i 1944., sve je veći broj predratnih glasača, članova i nižih i srednjih dužnosnika stranke, uključujući i mnoge domobranske vojnike i časnike, pristupao NOP-u.

## Poveznice
- Hrvatska u Kraljevini Jugoslaviji